# Ciclo de Kitchin
El Ciclo de Kitchin es el ciclo económico de aproximadamente 40 meses descubrierto en la década de 1920 por Joseph Kitchin.
Se supone que el ciclo de Kitchin se debe a alteraciones en el flujo de información que afecta a la toma de decisiones por los agentes económicos, especialmente las empresas. Estas reaccionan a la mejora de la situación económica incrementando su producción (input), lo que conduce al pleno empleo del capital. Como resultado de ello, en cierto periodo de tiempo (entre unos pocos meses y dos años), el mercado se inunda de productos, cuya cantidad termina por ser excesiva. La demanda declina, los precios caen, los productos se acumulan en los almacenes; y todo ello proporciona información a los empresarios. Éstos, a la vista de tales informaciones, toman la decisión de reducir su producción (output). No obstante, este proceso requiere cierto tiempo de actuación, con lo que hay un desfase entre su inicio, la llegada de la información a los empresarios y la toma de decisiones por estos, quienes además suelen retrasarla para contrastar la certeza o coherencia de tales informaciones, y dotarla de significado. También es necesario un tiempo para que esas decisiones se materialicen, puesto que la mayor parte de las veces tal cosa no puede hacerse de forma inmediata. Es por tanto ese desfase temporal el que genera el ciclo de Kitchin.
Este desfase ocurrido en la época sin conexiones como las de hoy en día con internet, fueron las utilizadas para definir este Ciclo.
Otro desfase temporal relevante es el que se produce entre la materialización de la decisión empresarial, que debe conducir a un empleo del capital por debajo de sus máximas posibilidades, y la reducción del excedente de productos acumulados. Sólo después de que esa reducción haya tenido lugar pueden darse las condiciones para una nueva fase de crecimiento de la demanda, los precios y la producción.
En la actualidad, este Ciclo de Kitchin no se utiliza en su totalidad como fiable indicador, ya que la velocidad de la información hace que los mercados sean más volátiles. Sin embargo, esto hace que este ciclo tenga más sentido en el día a día y a corto plazo, haciendo a los traders, una herramienta muy poderosa para entender los movimientos del dinero.

El ciclo de Kitchin es un término que se utiliza en economía para describir los cambios cíclicos en la actividad económica. Este ciclo tiene una duración de alrededor de 3 a 5 años (40-42 semanas en cada fase) y se caracteriza por un aumento en la producción, el empleo y la inversión en los primeros años, seguido por una disminución en estos indicadores en los años siguientes.
El ciclo de Kitchin es importante a tener en cuenta, porque puede ayudar a predecir las tendencias económicas y tomar decisiones estratégicas basadas en las expectativas económicas a corto plazo. No es la panacea, ni se cumple estrictamente. Pero sí nos da una visión periférica del mercado.

### ¿Qué relación tiene el ciclo de Kitchin con Bitcoin?
El ciclo de Kitchin también puede aplicarse a Bitcoin, bueno, todo se puede comparar, medir y valorar. Y eso es lo que vamos a hacer.
Bitcoin ha experimentado ciclos similares alcista y bajista a lo largo de los años. De hecho, algunos analistas han identificado un ciclo de cuatro años en el precio de Bitcoin, con una tendencia alcista seguida por una corrección de precio. Que se da en el intermedio de los halving.
En este sentido, algunos inversores han utilizado el ciclo de Kitchin para tomar decisiones estratégicas en relación con Bitcoin. Por ejemplo, han comprado Bitcoin cuando el precio estaba en un nivel bajo en el ciclo de Kitchin y han vendido cuando el precio estaba en su punto máximo. Con este método, la verdad es que se consiguen buenos profit. Sobre todo y de manera más actual, como se mueve a través de la velocidad de la información, los traders intradía y los que operan cada poco tiempo, les puede venir fenomenal como complemento de apoyo y entendimiento.

### ¿Cómo puede Bitcoin beneficiarse del ciclo de Kitchin?
Puede ser un desafío para aquellos que buscan mantener una inversión a largo plazo. En los ciclos de Kitchin a largo plazo, la inversión en Bitcoin puede ser una apuesta arriesgada, ya que el precio puede ser volátil y difícil de predecir.
Por otro lado, algunos inversores han encontrado éxito al utilizar el ciclo de Kitchin para el trading a corto plazo en Bitcoin. Al monitorear el precio y las tendencias de bitcoin en relación con el ciclo de Kitchin, pueden tomar decisiones informadas y estratégicas que les permitan obtener ganancias a corto plazo.

### Conclusiones
En resumen, Bitcoin y el ciclo de Kitchin están estrechamente relacionados. Si bien el ciclo de Kitchin puede ser un indicador importante para los inversores de Bitcoin, también puede ser un desafío, a la vez que visión futura para aquellos que buscan mantener una inversión a largo plazo. Por otro lado, los inversores que utilizan el ciclo de Kitchin para el trading a corto plazo pueden obtener beneficios significativos.